# Сэрылькикэ (приток Покалькы)
Сэрылькикэ (устар. Сэрый-Кикя) — река в России, протекает по территории Красноселькупского района Ямало-Ненецкого автономного округа. Устье реки находится в 92 км по левому берегу реки Покалькы на высоте 66 метров над уровнем моря. Напротив устья расположено урочище Пюльмачи. Длина реки составляет 12 км.

## Данные водного реестра
По данным государственного водного реестра России относится к Нижнеобскому бассейновому округу, водохозяйственный участок реки — Таз, речной подбассейн реки — подбассейн отсутствует. Речной бассейн реки — Таз.
Код объекта в государственном водном реестре — 15050000112115300064430.